# Рац, Александр Яковлевич
Александр Яковлевич Рац (13 ноября 1940, Ленинград, РСФСР, СССР — 14 декабря 2020) — советский и российский спортсмен, мастер спорта СССР по международным шашкам (1960), почётный мастер спорта СССР (1965) и мастер ФМЖД. Призёр командных чемпионатов СССР в составе сборной Ленинграда (1960, 1961) и личного чемпионата СССР (1963) по 100-клеточным шашкам, призёр чемпионата мира (2013) и чемпионатов Европы среди ветеранов. Член тренерских команд чемпионов мира Исера Купермана и Анатолия Гантварга. Доктор технических наук.

## Биография
В детстве занимался шахматами, но на одном из соревнований, выступая за команду Дома пионеров Октябрьского района, согласился подменить заболевшего сокомандника-шашиста. В итоге на мальчика обратил внимание шашечный тренер Лев Рамм, убедивший тренера по шахматам, что Саша должен заниматься именно шашками. В том же году Рац занял второе место в чемпионате Ленинграда по русским шашкам, а после перехода в 100-клеточные шашки также вышел в число сильнейших игроков города.
Выступал за добровольное спортивное общество «Буревестник». В 1960 году впервые стал чемпионом Ленинграда по международным шашкам. Впоследствии выигрывал первенство города ещё трижды — в 1967, 1968 и 1979 годах. Становился также победителем первенства ЦС ДСО «Буревестник». В 1960 и 1961 годах — бронзовый призёр командного чемпионата СССР в составе сборной Ленинграда (в 1961 году поделил 2-4-е места на своей доске). В 1962 году завоевал серебряную медаль личного чемпионата СССР по международным шашкам. В 1960 году присвоено звание мастера спорта СССР по международным шашкам, в 1965 году — звание почётного мастера спорта СССР.
В общей сложности играл в финалах личных чемпионатов СССР пять раз, но в борьбе за мировое первенство не участвовал. По собственным словам, «ушел из шашек, решил не становиться профессионалом» и сосредоточился на научной карьере специалиста по безопасности авиационных и космических полётов. Учился в ЛВМИ, окончил Ленинградский электротехнический институт. Защитил кандидатскую диссертацию, позже стал доктором технических наук. Тем не менее полностью из шашек не ушёл и входил в тренерские команды чемпионов мира Исера Купермана и Анатолия Гантварга.
В период экономического упадка в России занимался частным бизнесом, но затем вернулся в науку. Продолжал играть в шашки, в 2012 году став серебряным призёром чемпионата Санкт-Петербурга. На чемпионате мира по международным шашкам среди ветеранов 2013 года вошёл в число призёров (возрастная категория старше 70 лет). Неоднократный призёр чемпионатов Европы среди ветеранов в общем зачёте, победитель в своей возрастной категории в 2007 (Либерец) и в 2010 году (Берлин, по дополнительным показателям). На чемпионате Европы 2019 года, не потерпев ни одного поражения, разделил первое место с представителем Нидерландов Йеруном Косом и россиянином Иваном Костионовым, по дополнительным показателям оставшись вторым.
Скончался 14 декабря 2020 года на 81-м году жизни.